# Foreign Policy
Foreign Policy – amerykański dwumiesięcznik założony w 1970 przez Samuela Huntingtona i Warrena Manshela.
Początkowo czasopismo wydawano co kwartał. Jego cechą charakterystyczną był nietypowy format, strony drukowano w rozmiarze 4 na 11 cali, w wytrzymałej, ale nie twardej okładce.
Moisés Naím, redaktor naczelny w latach  (1996–2010), przekształcił „Foreign Policy” z akademickiego kwartalnika lat 90. XX wieku w dwumiesięcznik, który wygrał National Magazine Awards w latach 2003, 2007 i 2009 w kategorii General Excellence.
Tematyka obejmuje globalną politykę, ekonomię, integrację i idee. 29 września 2008, The Washington Post Company ogłosiła, że zakupiła „Foreign Policy” od Carnegie Endowment for International Peace.
Do współpracowników „Foreign Policy” zaliczają się m.in. Tom Ricks (reporter wojenny, zdobywca Nagrody Pulitzera) i Philip Zelikow (przewodniczący komisji badającej przebieg, okoliczności i przyczyny dojścia do zamachu z 11 września 2001).
„Foreign Policy” publikuje coroczny Indeks Globalizacji i Failed States Index (badający państwa upadłe). Coroczny raport „Inside the Ivory Tower” stanowi wyczerpujący ranking szkół zawodowych kształcących w dziedzinie stosunków międzynarodowych. Publikuje też coroczną listę 100 najważniejszych intelektualistów świata.